# シンデレラコンプレックス
『シンデレラコンプレックス』（英語: Cinderella complex）は、男性に高い理想を追い求め続ける、女性の潜在意識にある「依存的願望」を指摘したシンドロームの名称。童話『シンデレラ』のように、女は今日もなお、外からくる何かが自分の人生を変えてくれるのを待ち続けている、としてこう名付けられた。

## 概論
米国の女性作家コレット・ダウリングが1981年に提唱した概念である。ダウリングは著書において、「他人に面倒を見てもらいたい」という潜在的願望によって、女性が「精神と創造性」とを十分に発揮できずにいる状態を「シンデレラ・コンプレックス」と表現している。幼い頃から女性の幸せは男性によって決まると考え、シンデレラのように理想を追い求めるも、主婦をやっているうちに自主性を見失い、結果的に夫に依存し自由と自立を捨ててしまうとされる。
女性が自立を拒む要因の一つとして、「白馬を駆る素敵な王子様（＝ホワイトナイト）がどこからか現れて、迷える女の子である自分を救ってくれる」という幻想に取り付かれていることが原因である。
加えて、シンデレラ・ストーリーへの宗教的な愛ともいえる憧憬は、裕福な家庭に生まれた女性が「シンデレラになるための条件を生まれつき持てなかった」といって両親を恨むという、そうした事例がありふれたこととして語られるほどに、洋の東西を問わない普遍的な現象として認知されてきた。
女子学生の場合、多様な人生の展望があることもあり、その時点ではシンデレラコンプレックスも独立と依存の二重性を持つことが明らかとなっている。このような無意識の依存欲求は、裕福な家庭で育てられた女性や高学歴の女性に多く見られるとされる。有能で仕事ができ、社会的に自立している反面、他人に依存したいという潜在的な欲求が強いのだという。

## 書誌情報
- 木村治美訳
  - 『シンデレラ・コンプレックス』三笠書房、1982年、国立国会図書館書誌ID:000001570859
  - 『シンデレラ・コンプレックス』三笠書房〈知的いきかた文庫〉、1984年、国立国会図書館書誌ID:000001718990
- 柳瀬尚紀訳
  - 『シンデレラ・コンプレックス : 全訳版』三笠書房、1985年、国立国会図書館書誌ID:000001771209
  - 『シンデレラ・コンプレックス : 全訳版』三笠書房〈知的いきかた文庫〉、1986年、国立国会図書館書誌ID:000001816440
  - 『シンデレラ・コンプレックス : 新装版』三笠書房、1990年、国立国会図書館書誌ID:000002053780
  - 『シンデレラ・コンプレックス』三笠書房、1996年、国立国会図書館書誌ID:000002500594